# Penny Hayes
Penny Hayes (1991) es una deportista neozelandesa que compitió en triatlón. Ganó una medalla de bronce en el Campeonato de Oceanía de Triatlón de 2014 en la prueba de relevo mixto.

## Palmarés internacional
| Campeonato de Oceanía | Campeonato de Oceanía   | Campeonato de Oceanía | Campeonato de Oceanía |
| Año                   | Lugar                   | Medalla               | Prueba                |
| --------------------- | ----------------------- | --------------------- | --------------------- |
| 2014                  | Kinloch (Nueva Zelanda) | Medalla de bronce     | Relevo mixto          |